# Stanbury
Stanbury är en by i civil parish Haworth and Stanbury, i distriktet Bradford, i grevskapet West Yorkshire, i England. Byn är belägen 16 km från Bradford. Stanbury var en civil parish 1894–1938 när blev den en del av Keighley. Civil parish hade 453 invånare år 1931.